# Beechwood Village
Pour les articles homonymes, voir Beechwood.
Beechwood Village est une ville américaine située dans le comté de Jefferson, dans le Kentucky. Selon le recensement de 2020, sa population est de 1 280 habitants.